# International Protection
International Protection（インターナショナル・プロテクション）とは、IECの規格IEC60529 (Degrees of protection provided by enclosures) において規定されている、機械・器具等を対象とした、人体に対する接近の保護と、外来固形物や液体の侵入保護構造を等級で表すものである。俗にIP Code と呼ばれ、日本工業規格(JIS C 0920) もこの規格を採用している。
等級の表示は、IPの文字の後に、第一特性数字、第二特性数字、付加特性文字（オプション）の各1文字で標記される。
しかし実際に保護の信頼性においては、時間や圧力等を細かく規定しているわけではないので、大まかな目安としてしか判断の材料にはならず、真の信頼性が要求される製品には、各製造者が、「製造から1年間通常使用していて水深1mで30分」等の標記で判断したいところである。
また、防滴・防水構造のみの性能を表す場合、第一特性数字がXであることから、IPX等級と標記される場合がある。
| 数字 | 器具に対する保護の内容、外来固形物の侵入に対して                                              | 人体に対する保護の内容、危険な部分への接近に対して                              |
| ---- | --------------------------------------------------------------------------------------------- | ------------------------------------------------------------------------------- |
| 0    | 無保護                                                                                        | 無保護                                                                          |
| 1    | 直径50mm以上の外来固形物の侵入に対して保護されている                                          | 手の甲が危険な部位に接近しないよう保護されている （鋼球・直径50mm）             |
| 2    | 直径12.5mm以上の外来固形物の侵入に対して保護されている                                        | 手の甲が危険な部位に接近しないよう保護されている （鋼球・直径50mm）             |
| 3    | 直径2.5mm以上の外来固形物の侵入に対して保護されている                                         | 工具での危険な部分への接近に対して保護されている （試験棒・直径2.5mm長さ100mm） |
| 4    | 直径1.0mm以上の外来固形物の侵入に対して保護されている                                         | 針金での危険な部分への接近に対して保護されている （針金・直径1.0mm長さ100mm）   |
| 5    | 防塵形：粉塵が内部に侵入することを防止する。 若干の粉塵の侵入があっても正常な運転を阻害しない | 針金での危険な部分への接近に対して保護されている （針金・直径1.0mm長さ100mm）   |
| 6    | 耐塵形：粉塵が内部に侵入しない                                                                | 針金での危険な部分への接近に対して保護されている （針金・直径1.0mm長さ100mm）   |
| X    | 規定しない                                                                                    | 規定しない                                                                      |

| 数字 | 器具に対する保護の内容、液体の侵入に対して                       |
| ---- | ---------------------------------------------------------------- |
| 0    | 無保護                                                           |
| 1    | 鉛直に滴下する水滴に対して保護されている                         |
| 2    | 15度以内で傾斜しても鉛直に滴下する水滴に対して保護されている     |
| 3    | 鉛直から60度以内の噴霧水の水によって有害な影響を受けない         |
| 4    | いかなる方向からの飛沫によっても有害な影響を受けない             |
| 5    | いかなる方向からの直接暴噴流の水によっても有害な影響を受けない   |
| 6    | いかなる方向からの暴噴流の水によっても有害な影響を受けない       |
| 7    | 規定の圧力及び時間で水中に浸漬しても影響を受けない               |
| 8    | IPx7より厳しい条件下で継続的に水中に沈めても有害な影響を受けない |
| X    | 規定しない                                                       |

| 文字 | 人体に対する保護の内容、危険な部分への接近に対して                               |
| ---- | -------------------------------------------------------------------------------- |
| A    | 手の甲が危険な部位に接近しないよう保護されている（鋼球・直径50mm）               |
| B    | 指での危険な部分への接近に対して保護されている（関節付試験指・直径12mm長さ80mm） |
| C    | 工具での危険な部分への接近に対して保護されている（試験棒・直径2.5mm長さ100mm）   |
| D    | 針金での危険な部分への接近に対して保護されている（針金・直径1.0mm長さ100mm）     |